# 仏坪県
仏坪県（ぶつへい-けん）は中華人民共和国陝西省漢中市に位置する県。

## 地理
県は秦嶺山脈の南斜面にあり、特に北西部に原生林は繁茂し、植物相は中国北部、中部と南部の種が混在している。県内に旧北区と東洋区の動物が多く生息し、中国におけるジャイアントパンダの3つの主要な生息地の1つである。他には絶滅危惧種のキンシコウ、ゴールデンターキン、アモイトラ、インドヒョウ、トキも生息している。県北西部の一部は2004年にユネスコの生物圏保護区に指定された。

## 行政区画
- 街道:袁家荘街道
- 鎮:陳家壩鎮、大河壩鎮、西岔河鎮、岳壩鎮、長角壩鎮、石墩河鎮